# DualDisc
DualDisc is een combinatie van een cd en dvd. Sommige platenlabels brengen sinds circa 2005 albums van artiesten uit op DualDisc. Een DualDisc bevat een kant af te spelen in een cd-speler en een kant af te spelen in een dvd-speler. De cd-kant bevat het album dat ook als normale cd wordt uitgegeven. De dvd-kant bevat extra's zoals documentaires en videoclips. 

## Geschiedenis
DualDiscs kwamen in 2004 voor het eerst op de markt in de Verenigde Staten. Ze maakten toen deel uit van een marktonderzoek naar alternatieve muziek media georganiseerd door de ontwerpers van de DualDisc (EMI Music, Universal Music Group, Sony/BMG Music Entertainment, Warner Music Group en 5.1 Entertainment Group). 80% van de testpersonen vond dat de DualDisc aan hun eisen voldeed en van die 82% zou 90% DualDisc aan vrienden aanraden. De test was geslaagd dus de DualDisc kwam op de markt en tegen eind 2005 waren er in de Verenigde Staten bijna 200 DualDiscs op de markt. De DualDisc kwam in april 2006 naar Europa.

## Technische details
Een DualDisc bestaat uit een schijfje met langs de ene zijde een dvd-5-laag (zie dvd) en langs de andere zijde een cd-laag. 
Op de cd-laag staat, zoals op een normale cd, een volledig muziekalbum. De cd zijde voldoet aan de Red Book normen wat bij de lancering van DualDisc in de V.S. niet zo was, waardoor de eerste DualDiscs in verschillende cd-spelers niet kon worden gelezen of zelfs beschadigd werden. 
De dvd-laag is van het dvd5-type. Hier op staat het album in surround-geluid, en extra's zoals beeldmateriaal, biografie, discografie en links naar websites.

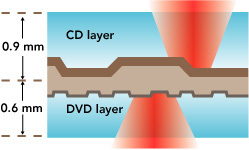
Verschil tussen cd-layer en een dvd-layer.

Omdat er te lezen informatie aan beide zijden van het schijfje staan, kan de gebruiker moeilijk zien welk nu de dvd-zijde is en welk de cd-zijde is. Daarom hebben de ontwikkelaars labels aan de binnenste ring , waar geen data geschreven staat, aangebracht. Zo kan de gebruiker gemakkelijk zien welke de dvd-zijde is en welke de cd-zijde.
Het schijfje is 1,5 mm dik: 0;6 mm voor de cd-zijde en 0;9 mm voor de dvd-zijde. Er waren eerst problemen met de dikte van de DualDisc. Een normale cd is maar 1,1mm dik hierdoor kon de cd-zijde niet goed gelezen worden, maar dit heeft men opgelost door de putjes (zie werking van de cd) van de cd wat langer te maken. Hierdoor is de lengte van de cd wel gereduceerd maar hij kan in meerdere cd-spelers worden gelezen. Er staat wel een waarschuwing op de cd zijde dat je de cd beter niet in een cd-lader of autoradio kan vanwege zijn dikte.

## Voor- en nadelen van DualDisc
- Voordelen:
  - Geeft meerwaarde aan een cd
  - Komt het toenemende gebruik van dvd's tegemoet
  - Kan in de meeste gewone cd-spelers worden afgespeeld
  - Geluid van beter kwaliteit dan een normale cd
  - Vele muzieklabels dat DualDisc ondersteunen
  - Kost niet veel meer dan een normale cd
- Nadelen
  - Niet geschikt voor sommige cd-spelers
  - Door de dubbelzijdigheid weinig ruimte voor tekst op het schijfje

## Artiesten die een DualDisc hebben uitgebracht
- Live
- Björk
- P!nk
- Michael Jackson
- Britney Spears
- Bon Jovi
- David Bowie
- Cyndi Lauper
- Foo Fighters
- Within Temptation
- Bruce Springsteen